# Sadat X

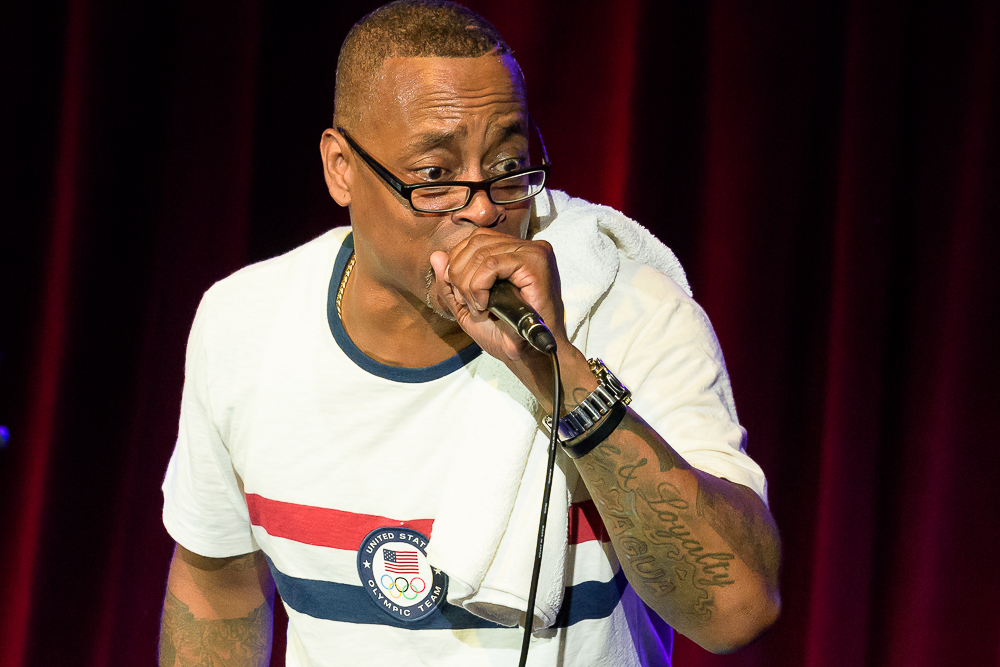
Sadat X (2016)

Sadat X (bürgerlich Derek Murphy, * 29. Dezember 1968 in New Rochelle, New York) ist ein US-amerikanischer Rapper und Musikproduzent. Er ist Mitglied der Gruppe Brand Nubian und gilt als Vertreter des Eastcoast-Hip-Hop und Jazz-Rap. Außerdem ist er dafür bekannt, die Botschaften der Five Percent Nation durch seine Texte zu verbreiten.

## Werdegang
Zwei Jahre nach Brand Nubians drittem Album Everything Is Everything veröffentlichte Sadat X sein Solodebüt Wild Cowboys, unter anderem produziert von Diamond D. Noch im selben Jahr folgte das zweite Album No Better Way, mit Beiträgen von Da Beatminerz und Pete Rock. Danach konzentrierte er sich jedoch zunächst wieder auf die Zusammenarbeit mit Brand Nubian, bevor er 2000 eine EP namens The State of New York Vs. Derek Murphy veröffentlichte.
Beschäftigt durch seine Tätigkeiten als Volksschullehrer und Basketballtrainer dauerte es jedoch fünf weitere Jahre, bevor sein Album Experience & Education erschien. 2006 folgte Black October, das er aufnahm, nachdem er wegen illegalen Waffenbesitzes verhaftet worden war und der Prozess gegen ihn vorbereitet wurde. Er wurde schließlich verurteilt und musste eine Gefängnisstrafe auf Rikers Island absitzen. Anschließend veröffentlichte er ab 2008 drei Alben innerhalb von drei Jahren auf drei verschiedenen Labels. Das letzte davon war 2010 mit Wild Cowboys II die Fortsetzung seines Solodebüts.
Auch in den folgenden Jahren blieb er aktiv und es wurden mit Love Hell or Right von 2012, Never Left von 2015, Agua von 2016 und The Sum of a Man von 2017 weitere Werke auf den Markt gebracht.

## Diskografie

### Alben
- 1996: Wild Cowboys
- 1996: No Better Way
- 2005: Experience & Education
- 2006: Black October
- 2008: Generation X
- 2009: Brand New Bein’
- 2010: Wild Cowboys II
- 2012: Love Hell or Right
- 2015: Never Left
- 2016: Agua
- 2017: The Sum of a Man

### EP
- 2000: The State of New York Vs. Derek Murphy

### Singles
- 1996: Hang 'Em High
- 1996: Lump Lump
- 2000: Ka-Ching
- 2005: What Did I Do
- 2012: We in New York
- 2016: Freeze